# بیصور (جزین)
بیصور (انگلیسی: Baissour, Jezzine) یک شهرک در شهرستان جزین و در کشور لبنان است.